# Basilisk: The Serpent King
Basilisk: The Serpent King è un film per la televisione del 2006 diretto da Stephen Furst.
È un film horror fantascientifico statunitense con Jeremy London, Wendy Carter e Cleavant Derricks.

## Trama
L'archeologo Harrison 'Harry' McColl scopre dopo uno scavo in Nord Africa, un basilisco di pietra dell'età di circa duemila anni. Portato in un museo del Colorado, questo essere mitologico si risveglia durante un'eclissi e comincia a pietrificare le persone. L'unico modo per fermarlo è pietrificarlo nuovamente.

## Produzione
Il film, diretto da Stephen Furst su una sceneggiatura di Wil McCarthy e Chase Parker, fu prodotto da Jeffery Beach, John Cappilla e Phillip J. Roth per Sci Fi Pictures e girato a Sofia in Bulgaria.

## Distribuzione
Il film fu trasmesso negli Stati Uniti il 25 novembre 2006  sulla rete televisiva Syfy.
Alcune delle uscite internazionali sono state:
- in Giappone il 5 ottobre 2007 (Nightmare Museum, in DVD)
- in Germania il 3 marzo 2008 (Basilisk - Der Schlangenkönig)
- in Portogallo il 14 giugno 2009 (Basilisk: O Rei Serpente)
- in Svezia il 1º agosto 2009
- in Ungheria il 4 dicembre 2009 (A kígyókirály ébredése)
- in Belgio il 5 dicembre 2009
- in Argentina il 24 aprile 2010
- nei Paesi Bassi il 16 giugno 2010
- in Spagna (Basilisco, el rey de las serpientes)
- in Brasile (Basilisco: A Serpente do Mal)
- in Francia (Basilisk - Monstre du désert)
- in Grecia (Foniko vlemma)

## Promozione
La tagline è: "An Eclipse Awakens An Acient Monster Whose Gaze Turns Flesh To Stone... No One Knows How To Stop It... But One Woman Knows How To Control It".